# Charles Brewer
Charles Brewer (* 15. Oktober 1969 in Philadelphia, Pennsylvania, USA) ist ein ehemaliger US-amerikanischer Boxer im Supermittelgewicht.
Am 12. Juni 1997 gewann Brewer gegen Gary Ballard den vakanten Weltmeisterschaftsgürtel der WBA. Im Jahr 1998 verlor er diesen Titel in Düsseldorf umstritten an Sven Ottke durch geteilte Punktentscheidung.